# Rühmanns Scherben
Rühmanns Scherben (Eigenschreibweise: Rühmanns (Sch)erben) war eine deutsche Partyschlagerband aus Köln. Die Band setzte sich aus den Schlagersängern Willi Herren, Libero5 und Jürgen Milski zusammen.

## Geschichte
Rühmanns (Sch)erben war eine Schlagerband, die während ihre Wirkungszeit sieben Singles und kein Album veröffentlichte. Alle Titel, die sie aufgenommen haben, sind Coverversionen, als Single erschienen und Teil diverser Kompilationen und Sampler aus dem Schlager- beziehungsweise Après-Ski- und Ballermann-Bereich.
Die drei Bandmitglieder Herren, Libero5 und Milski arbeiteten erstmals als Trio zusammen, als sie für Milskis zweites Studioalbum Heut’ ist mein Tag den Titel Ein Freund, ein guter Freund aufnahmen. Das Stück, das im Original von Heinz Rühmann, Willy Fritsch und Oskar Karlweis in der Tonfilmoperette Die Drei von der Tankstelle im Jahr 1930 gesungen wurde, nahmen die drei Interpreten noch unter ihren eigenen Namen auf, nicht als Bandprojekt. Das Album erschien am 28. Juni 2007. Während Herren hierbei erstmals mit seinen späteren Bandkollegen zusammenarbeitete, nahmen Libero5 und Milski bereits im Jahr 2005 die gemeinsame Single Der Lu-Lu-Lukas-Song auf. Nicht einmal einen Monat später traten die drei als Rühmanns (Sch)erben auf und veröffentlichten mit der Neuinterpretation des Volksliedes Drei Chinesen mit dem Kontrabass ihre erste Single am 27. Juli 2007.
Am 15. Februar 2008 erschien mit Oh, Tequila! die zweite Single der Band. Das Lied ist eine Coverversion von Oh! Susanna, das im Original von Stephen Foster stammt. Die Band trat damit bei den Après Ski Hits 2008 von RTL II auf. Mit Wir lieben es stürmisch (Heio Heio), einer Coverversion des Volksliedes Wir lieben die Stürme, die brausenden Wogen, erschien die nächste Single am 25. Juli 2008. Am 5. Dezember 2008 erschien mit dem Cover zu Kalinka die dritte Singleauskopplung des Kalenderjahres am 5. Dezember 2008. Hiermit trat die Band erneut in der Musikshow Après Ski Hits auf (2009). Drei Monate nach Kalinka erschien der Partyhitmix 2009 am 23. März 2009. Dieser ist ein Remix der drei letzten vorangegangenen Singles. Mit Wir feiern, wir feiern, einer Kollaboration mit Mob Barley, erschien die vorerst letzte Single am 31. Juli 2009. Nachdem das Lied Ein Freund, ein guter Freund zunächst nur als Albumtitel unter den Künstlernamen erschien, erschien das Stück am 24. April 2015 als Single unter dem Bandprojekt. Es handelte sich zugleich um die letzte Veröffentlichung des Trios.

## Diskografie
Singles

| Jahr | Titel Album                           | Anmerkungen                                                                                           |
| ---- | ------------------------------------- | --- |
| 2007 | Drei Chinesen mit dem Kontrabass –    | Erstveröffentlichung: 27. Juli 2007 Original: Volkslied                                               |
| 2008 | Oh, Tequila! –                        | Erstveröffentlichung: 15. Februar 2008 Original: Stephen Foster – Oh! Susanna                         |
| 2008 | Wir lieben es stürmisch (Heio Heio) – | Erstveröffentlichung: 25. Juli 2008 Original: Volkslied – Wir lieben die Stürme, die brausenden Wogen |
| 2008 | Kalinka –                             | Erstveröffentlichung: 5. Dezember 2008 Original: Iwan Petrowitsch Larionow                            |
| 2009 | Partyhitmix 2009 –                    | Erstveröffentlichung: 23. März 2009                                                                   |
| 2009 | Wir feiern, wir feiern –              | Erstveröffentlichung: 31. Juli 2009 feat. Mob Barley                                                  |
| 2015 | Ein Freund, ein guter Freund –        | Erstveröffentlichung: 24. April 2015 Original: Heinz Rühmann, Willy Fritsch & Oskar Karlweis          |